# Cassandra (Stargate)
En la serie de televisión Stargate, Cassandra es una niña superviviente de un planeta arrasado por una plaga. El SG1 la llevó al planeta tierra, pero Carter descubre un terrible secreto: los Goa'uld le han implantado una bomba en el pecho para destruirlos y tienen que evitarlo. Dejaron a la niña en un emplazamiento nuclear para reducir los efectos de la bomba, pero Carter se da cuenta de que le ha tomado demasiado cariño y no la puede dejar así y se queda con ella a pesar de saber lo que ocurrirá. Al final la bomba no explota, y después tienen que dar la niña en adopción, a lo que se ofrece la Doctora Fraiser.
- Datos: Q5756651